# Neogonus hiemalis
Neogonus hiemalis is een keversoort uit de familie zwamspartelkevers (Melandryidae). De wetenschappelijke naam van de soort werd in 1937 gepubliceerd door Semenov-Tian-Shanskii & Arnoldi.